# Humor (Skulptur)

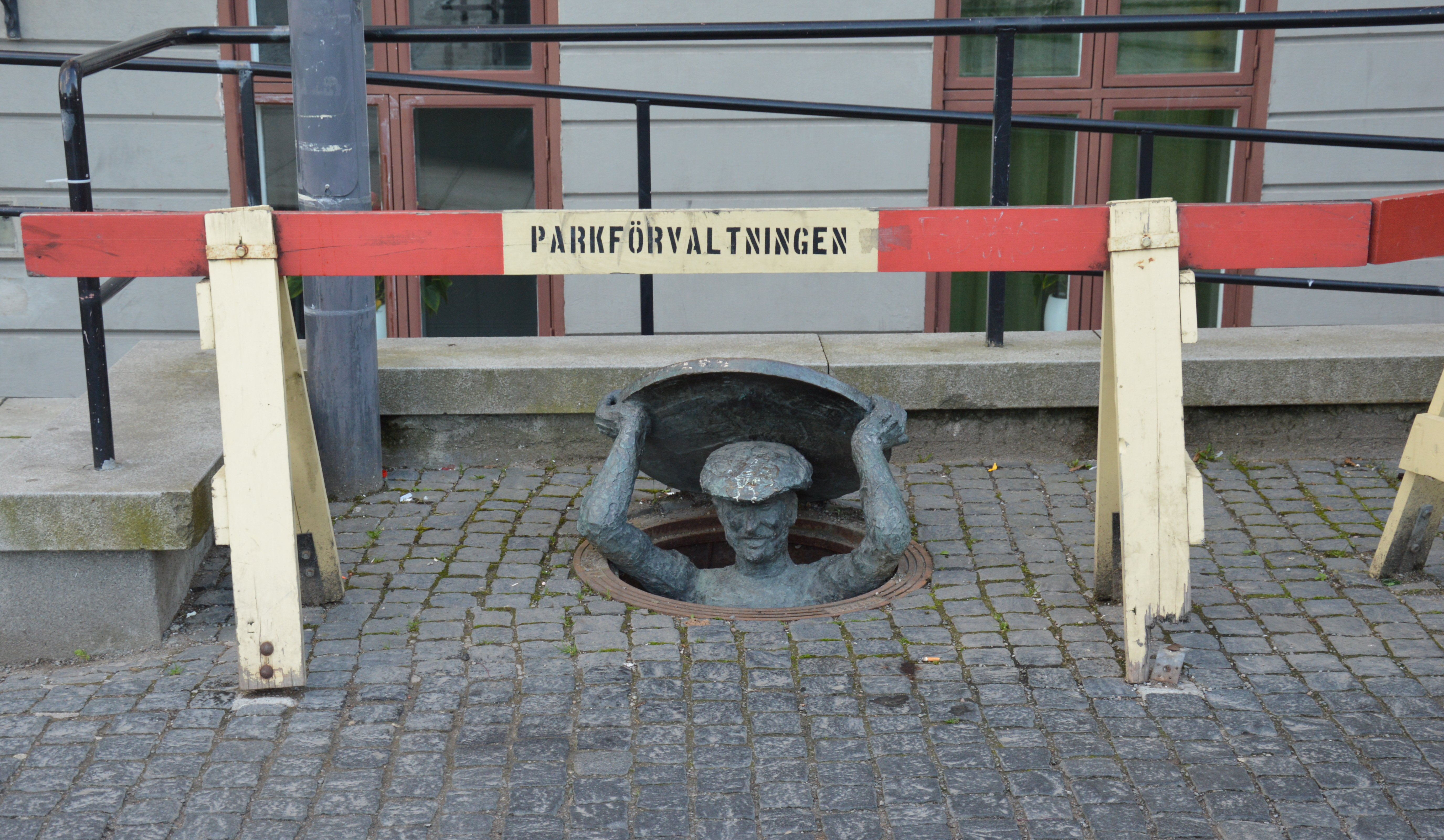
Skulptur Humor

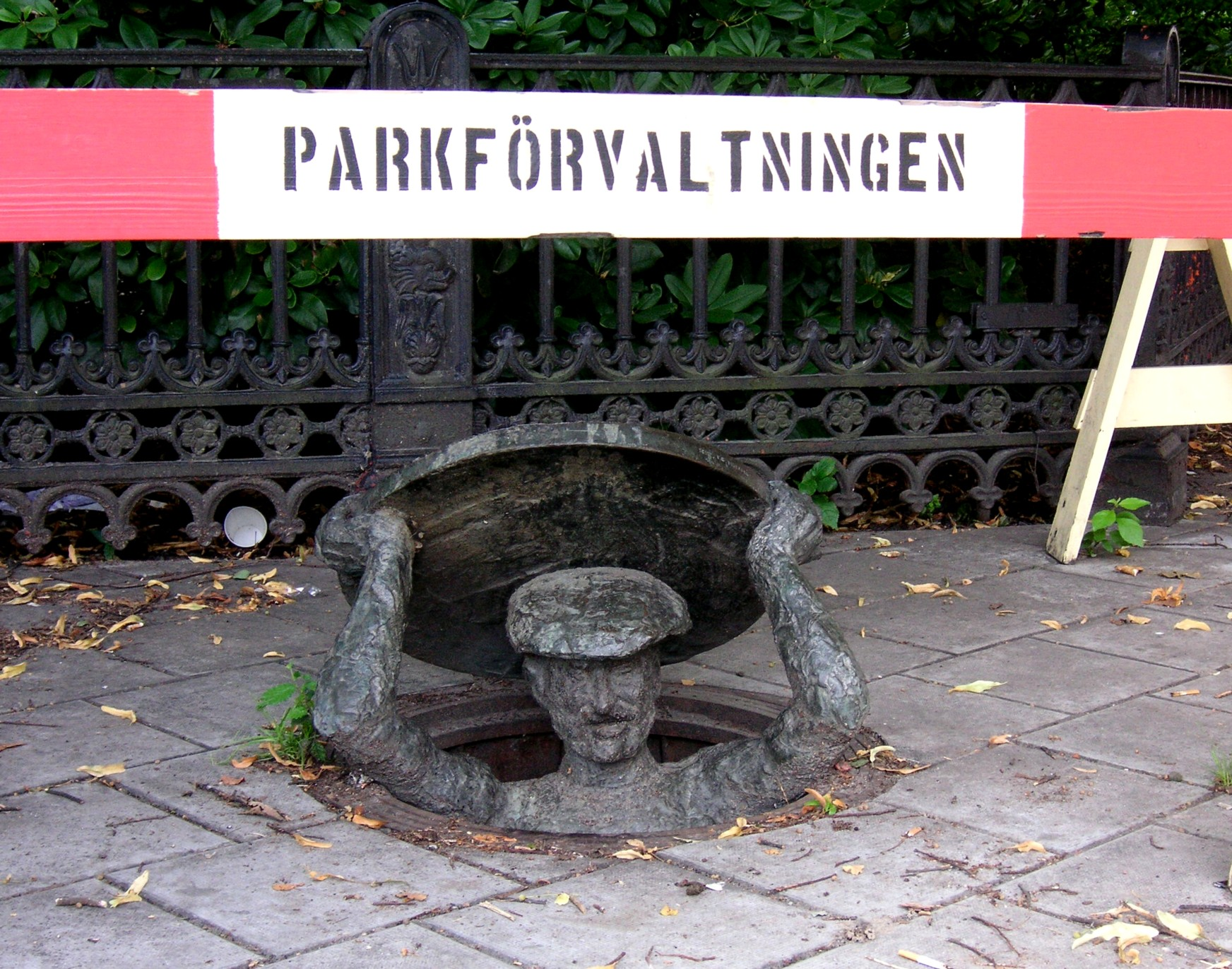
Skulptur am ehemaligen Standort am Nybroplan, 2006

Humor ist der Name einer Skulptur im Stockholmer Stadtteil Södermalm in Schweden.

## Lage
Sie befindet sich in der Straße Peter Myndes Backe, westlich des U-Bahnhofs Slussen. Nördlich liegt das Stockholmer Stadtmuseum, östlich das Hotell Anno 1647.

## Architektur und Geschichte
Die kleine Bronzeskulptur wurde 1967 von Karl Göte Bejemark geschaffen. Sie stellt einen Arbeiter dar, der von unten einen Kanaldeckel mit beiden Händen anhebt und auf den Bürgersteig sieht. Die Umgebung des Kanaldeckels ist mit Baustellenabsperrungen abgesperrt, die Teil des Kunstwerks sind. Die Skulptur ist eine Hommage an den schwedischen Komiker Hans Alfredson, dessen Gesichtszüge der Kanalarbeiter trägt. Bejermark finanzierte die Skulptur selbst. Eine ursprünglich vorgesehene weitere Figur, ein fotografierender Tourist, wurde aus Kostengründen nicht umgesetzt.
Zunächst war das Kunstwerk am Nybroplan aufgestellt, musste dort jedoch im Jahr 2010 abgebaut werden. Am 23. September 2011 wurde es an seinem jetzigen Standort neu aufgestellt.